# Полушка (сеть магазинов)
«Полу́шка» — российская сеть продовольственных магазинов-дискаунтеров в Санкт-Петербурге, Ленинградской и Новгородской областях, ныне закрытая. Принадлежала холдингу «Продовольственная биржа», которому также принадлежали сеть магазинов «Е-Да!», Всенародный и фрешмаркет «Лайм». Товарооборот холдинга на 2010 год составлял 10 млрд. рублей.

## Оборот
Рост выручки холдинга в 2012 году составил 21 %, что на 4,5 % больше в сравнении с 2011 годом.
В 2012 году издательский дом Retailer и агентство INFOLine поставило «Полушку» на 21 место в топе среди всех продовольственных сетей России. В этом же году агентство INFOLine оценило выручку магазинов сети «Полушка» с одного квадратного метра в 11 тысяч долларов.
По данным агентства в 2014 г. выручка компании выросла на 13 % до 20 млрд руб.

## Деятельность
Первый универсам сети «Полушка» был открыт 14 марта 2003 года на улице Чайковского. На тот момент универсамы «Полушка» стали первыми сетевыми магазинами Санкт-Петербурга, работающими в режиме «24 часа», включая новогоднюю ночь.
По данным за октябрь 2015 года в сеть «Полушка» входят порядка 150 универсамов в Санкт-Петербурге, Ленинградской, Новгородской области, городах Валдай, Волосово, Выборг, Тихвин, Кингисепп, Кириши, Сланцы. 118 «Полушек» открыты в Санкт-Петербурге. По утверждению само́й компании, «Полушка» входит в десятку крупнейших розничных продовольственных сетей по Северо-западному федеральному округу.
Сеть работает в формате «магазин у дома». Центральный офис находится в Санкт-Петербурге.
Численность сотрудников компании составляет порядка 6000 человек.
С 2010 года компания развивает направление франчайзинга.
В мае 2012 года «Полушка» приобрела десять магазинов у владельцев ООО «Питерское». На продажу в 2011 году были выставлены 22 магазина площадью от 250 до 1000 м².
5 июля 2013 года первый универсам сети открылся в посёлке Малаховка Московской области. На март 2016 московский филиал сети насчитывалось 7 магазинов в пределах Москвы и Московской области, но в том же году ритейлер свернул бизнес в столичном регионе.
В сентябре 2015 года универсамы «Полушка» появились на месте закрывшихся магазинов «Кир.24». Сеть «Кир.24», включавшая в себя 13 магазинов общей площадью 2500 м², занимала небольшие неликвидные помещения внутри кварталов центрального района. Площадь магазинов составляла от 90 до 150 м², ассортимент — порядка 2000 наименований. О продаже «Кир.24» стало известно в конце августа 2015 года. Сотрудники трех магазинов «Кир.24» перешли работать в открывшиеся магазины «Полушка».
В январе 2019 года стало известно о закрытии сети магазинов и распродаже торговых точек. К концу мая 2019 года были закрыты все магазины сети продуктовых магазинов «Полушка», «Лайм» и «Всенародный».

## Логотип
На логотипе сети магазинов изображена монета номиналом в полкопейки, хотя полушка — полденьги, то есть четверть копейки.